# Observatorio de Monte Agliale
El Observatorio de Monte Agliale (en italiano: Osservatorio Astronomico di Monte Agliale) es una instalación astronómica patrocinada por instituciones locales, situada en las inmediaciones (unos 3 km al noroeste) de la ciudad italiana de Borgo a Mozzano. Se trata de un observatorio ubicado en la cima de una montaña, que consta de dos pequeños edificios de una altura: uno dedicado a los telescopios, con techo deslizante, y el otro que se utiliza como una modesta sala de conferencias.
Su telescopio principal es un reflector newtoniano de 51 cm de diámetro, y además posee otros dos telescopios del tipo Schmidt-Cassegrain (de 30 y 25 cm de diámetro).
Tiene asignado el código 159 de la Unión Astronómica Internacional.
Entre sus miembros más destacados figura Matteo Santangelo, con el descubrimiento de 21 asteroides en su haber.

## Líneas de trabajo
Las actividades desarrolladas en el observatorio se centran en la recuperación y el análisis de imágenes digitales de los campos de estrellas y galaxias. En años anteriores, la investigación especializada en la búsqueda de nuevos asteroides constituyó una de sus actividades más notables. Los descubrimientos de asteroides realizadas por Monte Agliale se produjeron precisamente en los años anteriores a la activación de proyectos profesionales, tales como el llamado LINEAL (LIncoln Near Earth Asteroid Research) (el más prolífico en la búsqueda de nuevos asteroides); y especialmente los programas NEO (Near-Earth Objects; Objetos Cercanos a la Tierra) y PHO (Potentially Hazardous Objects; Objetos Potencialmente Peligrosos).
Desde el 2008 ha estado funcionando el proyecto MASACAS, desarrollado íntegramente por los miembros activos de la CRG en el Observatorio. El programa "Monte Agliale Supernovae Asteroids and Comets Automatic Search" (Búsqueda Automática Monte Agliale de Supernovas Asteroides y Cometas) consiste en una serie de intervenciones y logros de instrumental electrónico y de programas informáticos que han permitido transformar una estructura de aficionados en un sistema totalmente automátizado.

## Descubrimientos
Hasta el mes de diciembre de 2016, el observatorio acumulaba los descubrimientos siguientes:
- Supernovas: 73 (la más reciente, AT 2016hrv el 31 de octubre de 2016)
- Asteroides: 55